# Vandopsis
Vandopsis – rodzaj roślin z rodziny storczykowatych (Orchidaceae). Rośliny rosną na wysokościach do około 1700 m n.p.m., w lasach jako rośliny naziemne oraz na drzewach jako epifity. Występują w południowo-środkowych i południowo-wschodnich Chinach i Tybecie, w indyjskim regionie Asam, Bangladeszu, Nepalu, Laosie, Mjanmie, Tajlandii, Wietnamie, Malezji, Nowej Gwinei i na Filipinach.

## Morfologia
Łodyga sztywna i zwisająca, czasami rozgałęziona. Liście twarde i gładkie. Kwiatostany zwykle wyprostowane, czasami rozgałęzione, kwiatów od kilku do kilkunastu. Kwiaty z listkami okwiatu płasko rozpostartymi, białymi lub bladożółtymi, często z czerwonymi kropkami. Warżka czasami z różowo-fioletowymi prążkami przy nasadzie, mniejsza od pozostałych listków. W kwiatach dwa pylniki.

## Systematyka
Rodzaj z podrodziny epidendronowych (Epidendroideae) z rodziny storczykowatych (Orchidaceae), rząd szparagowce (Asparagales) w obrębie roślin jednoliściennych.
Wykaz gatunków
- Vandopsis gigantea (Lindl.) Pfitzer
- Vandopsis lissochiloides (Gaudich.) Pfitzer
- Vandopsis shanica (Phillimore & W.W.Sm.) Garay
- Vandopsis undulata (Lindl.) J.J.Sm.